# Th inglese
In inglese, il th può essere pronunciato in due modi: /ð/ (come in this) e /θ/ (thing). Più raramente, può essere pronunciato /t/ (Thailand) o /t.h/ (lighthouse) o ancora, in alcuni dialetti, /tθ/ (eighth).

## Descrizione
Nell'inglese standard, la realizzazione fonetica dei fonemi fricativi dentali mostra meno variazioni di molte altre consonanti inglesi. Entrambi i suoni del th sono pronunciati con la lingua tra i denti. Nel th sordo (/θ/) le corde vocali non vibrano e il suono viene prodotto dall'aria che passa tra i denti (di conseguenza avrà un suono intermedio tra una f e una s, anche se spesso assomiglia anche a una t), mentre nel th sonoro le corde vocali vibrano e il suono che esce assomiglia a una d, v o z.
Come molte altre consonanti inglesi, un processo di assimilazione potrebbe causare in alcuni casi la sostituzione con altri suoni. Per esempio molti madrelingua, che lo fanno inconsciamente, pronunciano il th [n] e [l] invece di /ð/ nelle seguenti frasi:
join the army: /ˈdʒɔɪn ði ˈɑmi/ → [ˈdʒɔɪn ni ˈɑmi]
fail the test: /feɪl ðə ˈtɛst/ → [feɪl lə ˈtɛst]
/θ/ e /ð/ possono inoltre essere perduti tramite elisione. Nel parlare rapidamente, sixths può essere pronunciato six. Them potrebbe essere contratto in  'em, e in questo caso la contrazione è spesso indicata anche nell'inglese scritto. (Infatti,  'em era originariamente una parola separata, un resto della parola inglese antica hem, ma come l'apostrofo mostra, viene percepita nel moderno inglese come una contrazione.)

### Realizzazione negli inglesi non-standard
th-frontingIn alcune regioni come Londra, molte persone pronunciano /θ/ e /ð/ come [f] e [v] rispettivamente. Sebbene stigmatizzata come tipica di un accento cockney, questa pronuncia è diffusa, e in almeno un caso è stata trasferita nell'inglese standard come un neologismo: un bovver boy è un "ragazzo" a cui piace la "bother" (lotta).
th-stopping (occlusivizzazione del TH)Molti parlanti dell'Ibero-inglese usano /t̪, d̪/ (ancora suoni distinti dagli alveolari /t, d/) invece di /θ, ð/.
th-alveolarization (alveolarizzazione del TH)Nell'inglese vernaculare afro-americano, /ð/ è spesso pronunciato [d], specialmente nelle unstressed words (per esempio the, them, with).
th-debuccalization (deboccalizzazione del TH)In molte varietà dell'Inglese scozzese, /θ/ diventa /h/ quando è all'inizio e in posizione intervocalica.

### Problemi di acquisizione
I bambini, anche madrelingua, hanno difficoltà ad apprendere la corretta pronuncia del th e infatti /θ/ e /ð/ sono di solito gli ultimi ad essere imparati. I bambini madrelingua di solito imparano a pronunciare correttamente questi due fonemi a cinque anni. Prima di raggiungere questa età, molti bambini sostituiscono /θ/ e /ð/ con [f] e [v] rispettivamente. Per bambini piccoli, fought e thought sono di conseguenza omofoni. Poiché i bambini inglesi e americani iniziano la scuola a cinque anni, questo significa che essi imparano a scrivere prima di apprendere la corretta pronuncia del th, e la loro pronuncia infantile si riflette frequentemente nei loro errori di ortografia: ve fing al posto di the thing.
Bambini affetti da sigmatismo, tuttavia, hanno difficoltà a distinguere /θ/ e /ð/ da /s/ e /z/ rispettivamente, usando una singola [s̪] o [z̪] pronuncia per entrambi, e potrebbero non riuscire a imparare i corretti fonemi senza terapia del linguaggio.
I non madrelingua potrebbero avere problemi simili. Nella cultura popolare inglese la sostituzione di /z/ per /ð/ è un modo comune di parodiare l'accento francese. Parole con una dentale fricativa adiacente a un alveolare sibilante, come clothes, truths, fifths, sixths, anesthetic, etc., sono comunemente molto difficili da pronunciare per i non madrelingua.
Gli italiani spesso sbagliano la pronuncia del th:
- /θ/ viene pronunciato /t/ o /f/ (thing diventa fing, thanks diventa tenks)
- /ð/ viene pronunciato /d/ (this diventa dis)

Anche i tedeschi hanno problemi con il th, anche se in realtà il suono th inglese era presente nel germanico comune e nelle lingue parlate in area tedesca fino agli inizi dell’Alto Medioevo..

## Fonologia e distribuzione
In posizione iniziale il th si pronuncia /θ/ tranne nelle function words; in posizione mediale viene pronunciata /ð/ tranne per i prestiti linguistici; e in posizione finale si pronuncia /θ/ tranne nei verbi.

### Posizione iniziale
- si pronuncia generalmente /θ/.
- alcune parole comuni iniziano con /ð/:
  - 5 dimostrativi: the, this, that, these, those
  - 2 pronomi personali ognuno con quattro forme: thou, thee, thy, thine; they, them, their, theirs
  - 7 avverbi e congiunzioni: there, then, than, thus, though, thence, thither (alcuni madrelingua pronunciano thence e thither con l'iniziale /θ/)
  - Vari avverbi composti basati sulle parole di sopra: therefore, thereupon, thereby, thereafter, thenceforth, etc.
- in pochissime parole il th si pronuncia /t/ (es. Thomas).

### Posizione mediale
- Molte parole con medio ⟨th⟩ hanno /ð/.
  - tra vocali: heathen, earthen, fathom; e la frequente combinazione -ther-: bother, brother, dither, either, father, Heather, lather, mother, other, rather, slither, southern, together, weather, whether, wither, smithereens; Caruthers, Gaithersburg, Netherlands, Witherspoon, e simili nomi composti in cui la prima componente termina in '-ther' o '-thers'. Ma Rutherford può essere pronunciato /ð/ o /θ/.
  - Preceduto da /r/: Worthington, farthing, farther, further, northern.
  - Seguito da /r/: brethren.
- Poche parole di origine non straniera hanno un mediale /θ/:
  - earthy, healthy, pithy, stealthy, wealthy; ma worthy e swarthy hanno /ð/.
  - bathroom, Southampton; anything, everything, nothing, something.
  - brothel e Ethel.
- Molti prestiti linguistici con mediale ⟨th⟩ hanno /θ/.
  - dal greco: Agatha, anthem, atheist, Athens, athlete, cathedral, Catherine, Cathy, enthusiasm, ether, ethics, ethnic, lethal, lithium, mathematics, method, methyl, mythical, panther, pathetic, sympathy
  - Dal latino: author, authority (però in Latino questi ebbero /t/; vedi sotto). Ci sono anche nomi presi dal Latino: Bertha, Gothic, Hathaway, Othello, Parthian
  - Dal celtico: Arthur (in gallese /θ/ mediale: /ærθɨr/); Abernathy, Abernethy
  - Dall'ebraico: Ethan, Jonathan, Bethlehem, Bethany, leviathan, Bethel
  - Dal tedesco: Luther, come un'ortografia-pronuncia anglicizzazione (vedi oltre).
- Prestiti linguistici con mediale /ð/:
  - parole greche con -thm-: algorithm, logarithm, rhythm.

### Posizione Finale
- Nomi ed aggettivi
  - Normalmente hanno /θ/: bath, breath, cloth, froth, health, hearth, loath, sheath, sooth, tooth/teeth, width, wreath.
  - Normalmente le eccezioni sono marcate, nella scrittura, con "the": tithe, lathe, lithe with /ð/.
  - blithe, booth, scythe, smooth possono avere sia /ð/ che /θ/.
- Verbi
  - Normalmente hanno /ð/, spesso scritta the: bathe, breathe, clothe, loathe, scathe, scythe, seethe, sheathe, soothe, teethe, tithe, wreathe, writhe. Scritti senza E: mouth (verbo) ha comunque /ð/.
  - froth può avere sia /θ/ che /ð/ come verbo, ma da sostantivo solo /θ/.
  - Le desinenze verbali -S, -ING, -ED non cambiano la pronuncia del TH finale, dunque: bathe ha /ð/, così come bathed, bathing, bathes; frothing sia /θ/ che /ð/. Altrettanto per clothing sostantivo, scathing aggettivo ecc.
  - Parole arcaiche in "-eth" hanno quasi sempre /θ/.
- Eccezione
  - with può avere sia /θ/ che /ð/, così come i suoi composti: within, without, outwith, withdraw, withhold, withstand, wherewithal, ecc.

### Plurali
- I plurali in S, dopo un TH, possono realizzarsi sia come /ðz/ che come /θs/:
  - Alcuni plurali in THS, preceduti da vocale, hanno /ðz/, mentre i singolari hanno sempre /θ/; comunque una variante con /θs/ si trova in queste parole: baths, mouths, oaths, paths, sheaths, truths, wreaths, youths , aventi entrambe le pronunce; clothes ha sempre /ðz/ (se non pronunciato /kloʊz/, pronuncia tradizionale[4]).
  - Altri hanno solo /θs/: azimuths, breaths, cloths, deaths, faiths, Goths, growths, mammoths, moths, myths, smiths, sloths, zeniths, etc. Sono incluse tutte le parole in TH precedute da consonante (earths, hearths, lengths, months, widths, etc.) e tutti i numerali (fourths, fifths, sixths, sevenths, eighths /eɪtθs/, twelfths, fifteenths, twentieths, hundredths /hʌndrədθs/, thousandths).
  - Booth ha /ð/ al singolare e dunque /ðz/ al plurale per molti parlanti dell'Inghilterra. Ma nell'inglese americano si trova /θ/ al singolare e /θs/ o /ðz/ al plurale, il che succede anche in Scozia.

### Alternanza grammaticale
In coppie di parole collegate tra loro, è possibile un'alternanza tra /θ/ e /ð/, interpretabile come una manifestazione della mutazione consonantica. Tipicamente [θ] si ritrova nei nomi singolari, [ð] nei plurali e nei verbi: cloth /θ/, clothes /ð/, to clothe /ð/. Ciò si può comparare alle alternanze /s/-/z/ o /f/-/v/ come in house, houses o wolf, wolves. È una caratteristica ereditata direttamente dall'inglese antico, dove þ poteva essere finale di parola, e dunque sordo nella forma base d'una parola, ma in una parola derivata in cui si trovava in posizione mediale si sonorizzava. La perdita delle flessioni ha infine portato la consonante mediale in fondo a una parola. Tracce di tali antiche flessioni possono essere trovate nello spelling, dove s'aggiunge una E mura, pensabile, sincronicamente, come marcatore della sonorizzazione.

### Variazioni regionali
Le regole sopraccitate si rifanno soprattutto all'English Pronouncing Dictionary, di Daniel Jones, autorevole nel campo dell'inglese britannico standard, ed il Webster's New World College Dictionary, autorità invece sull'inglese americano. L'uso, confrontando le due varianti, appare piuttosto simile. Variazioni regionali dall'inglese standard includono:
- In with con viene pronunciato /θ/ (pronuncia originale) nella Gran Bretagna settentrionale, mentre si ha /ð/ a sud, nonostante alcuni parlanti inglesi meridionali britannici usino /θ/ prima di consonante sorda, e /ð/ prima di consonante sonora. Un sondaggio tra i parlanti inglesi americani, nel 1993, mostrò che l'84% utilizzava /θ/, ed il 16% /ð/ (Shitara 1993). (La variante /ð/ è probabilmente un fenomeno di sandhi.)
- Nell'inglese scozzese, il suono /θ/ si trova in parole che più a sud hanno /ð/; inoltre, non si verifica, a nord, il fenomeno per cui i nomi terminanti in /θ/ hanno plurali in /ðz/. Dunque si hanno le parole seguenti pronunciate con /θs/: baths, mouths (nome), truths. L'inglese scozzese ha inoltre la desinenza /ðz/ nei verbi, con forme come bathes, mouths (verbo), loathes, ed anche nel sostantivo plurale clothes, che fa eccezione, in quanto verrebbe confuso con which cloths. Si usa /θ/ in with, booth, thence ecc., e la pronuncia scozzese di thither, quasi unica, ha sia /θ/ che /ð/ nella stessa parole. Normalmente, nel caso di differenze tra inglese britannico ed americano, gli scozzesi normalmente seguono lo stesso modello degli americani riguardo a questa coppia di suoni.

## Storia dei fonemi

### Origini germaniche
Le fricative dentali non esistevano nel Protoindoeuropeo, ma si sono evolute già nei primi stadi delle lingue germaniche. Nel Protogermanico, /ð/ e /θ/ erano fonemi distinti, normalmente rappresentati negli studi al riguardo con *đ e *þ.
- *đ (/ð/) derivò, per la legge di Grimm, dal protoindoeuropeo *dʰ (D aspirata), o, per la legge di Verner (per esempio, quando tal suono seguiva immediatamente una sillaba atona) dal protoindoeuropeo *t.
- *þ (/θ/) derivò, per la legge di Grimm, dal protoindoeropeo *t.

Nelle regioni germaniche occidentali, più tardi, il protogermanico *đ passò a *d, così che s'ebbe una sola fricativa dentale. [ð] apparve però di nuovo come allofono di /θ/ in posizione mediana per sonorizzazione a contatto con le vocali circondanti. [θ] rimase in posizione iniziale e presumibilmente anche in posizione finale (ma si è incerti poiché più tardi l'assordamento in fine di parola avrebbe eliminato la prova dell'esistenza di un [ð] in ogni caso). Questo fonema germanico occidentale, sopravvisse nell'antico inglese assieme alla sua distribuzione d'allofoni. In tedesco ed olandese passò a /d/, perdendo semplicemente la distinzione allofonica. In Germania, la *d germanica occidentale passò a /t/ per fenomeni interpretabili come semplici effetti domino, mentre in olandese *þ, *đ e *d si fusero tutte in /d/.
Il sistema complessivo di dentali germaniche, e le fricative al loro interno, può esser riassunto in questa tabella:
| Protoindouropeo | Protogermanico | Germanico occidentale | Antico inglese | Tedesco     | Olandese | Note                                                                  |
| --------------- | -------------- | --------------------- | -------------- | ----------- | -------- | --------------------------------------------------------------------- |
| *t              | *þ             | *[þ]                  | [θ]            | /d/         | /d/      | Originariamente *t in posizione iniziale, o finale dopo vocale tonica |
| *t              | *þ             | *[đ]                  | [ð]            | /d/         | /d/      | Originariamente *t in posizione mediale dopo vocale tonica            |
| *t              | *đ             | *d                    | /d/            | /t/         | /d/      | Originariamente *t dopo vocale atona                                  |
| *dʰ             | *đ             | *d                    | /d/            | /t/         | /d/      | Originariamente *dʰ, in ogni posizione                                |
| *d              | *t             | *t                    | /t/            | /s/ or /ts/ | /t/      | Originariamente *d in tutte le posizioni                              |

### Antico inglese
Così l'inglese ereditò il fonema /θ/ in posizioni ove altre lingue germaniche occidentali avevano /d/ e la maggior parte del ceppo indoeuropeo aveva /t/: English thou, German du, Latin tu.
Nell'antico inglese, il fonema /θ/, come tutte le fricative di questa lingua, aveva due allofoni, uno sonoro ed uno sordo, distribuiti regolarmente sulla base del contesto.
- [ð] (come [v] e [z]) era usato tra due suoni sonori (sia vocali che consonanti sonore);
- [θ] (come [f] e [s]) era usato in posizione iniziale e finale, ed anche in corpo di parola se affiancato a consonante sorda.

Nonostante l'antico inglese avesse due grafemi per tali suoni, thorn ed eth, li usava in maniera intercambiabile, al contrario dell'islandese antico, che usava þ(thorn) per /θ/ e ð(eth) per /ð/.

### Sviluppo nel moderno inglese
L'evoluzione maggiore verso l'inglese moderno fu l'introduzione della distinzione completa (trasformandoli in fonemi distinti e distintivi) tra [ð] e [θ]. Coppie minime, e quindi l'indipendenza fonologica dei suoni, si svilupparono per tre diversi processi.
- Nei primi tempi del Medio Inglese, un gruppo di comunissime parole funzionali inizianti per /θ/ (the, they, there, etc.) cominciarono a pronunciarsi con /ð/ invece di /θ/. Probabilmente si tratta d'un fenomeno di sandhi; trovandosi tali parole spesso in posizioni non marcate possono talvolta appoggiarsi alla parola precedente, avendo così che la fricativa dentale venisse tratta come se fosse stata in posizione mediale.
- L'inglese ha molti prestiti dal greco, inclusi molti termini scientifici. Laddove in greco v'era la lettera θ (theta), l'inglese manteneva la pronuncia greca tarda /θ/, poco importava in contesto fonetico (thermometer, methyl, etc.). In alcune parole d'origine indiana, come thug, il TH rappresenta la lettera sanscrita थ (/tʰ/) o ठ (/ʈʰ/), normalmente pronunciate /θ/ (ma occasionalmente /t/).
- L'inglese ha perso le antiche coniugazioni verbali. Quando un verbo termina con una fricativa dentale, questa era normalmente seguita da vocale nell'antico inglese, e dunque sonorizzata. È dunque tuttora sonora nell'inglese moderno, nonostante le flessioni siano scomparse lasciando /ð/ in fine di parola. Tra gli esempi to bathe, to mouth, to breathe.

Un altro cambiamento fu il passaggio /d/ → /ð/ quando seguito dal suffisso atono -er. Così l'antico fæder è divenuto father; idem per mother, gather, hither, together, weather. Col processo inverso, si è avuto il passaggio da burthen e murther a burden e murder.
Dialettalmente, l'alternanza tra /d/ e /ð/ si è estesa anche ad altre parole, come bladder, ladder, solder, cosicché vengono pronunciate con la /ð/. D'altra parte alcuni dialetti conservano l'originale d, estendendolo anche ad altre parole, come brother, further, rather. Il nome gallese Llewelyn appare in testi inglesi antichi come Thlewelyn (Rotoli del parlamento (Rotuli parliamentorum) I. 463/1, Re Edoardo I o II), e Fluellen (Shakespeare, Enrico V). Th appare inoltre in taluni dialetti al posto di wh, avendo thirl, thortleberry, thorl, invece di whirl, whortleberry, whorl. Al contrario, l'inglese di Scozia ha whaing, whang, white, whittle, al posto di thwaing, thwang, thwite, thwittle.
L'antica desinenza verbale -eth (in antico inglese -eþ) fu rimpiazzata da -s (he singeth → he sings), avendo così non un passaggio ma una desinenza completamente nuova, la cui origine è ancora dibattuta. Tra le possibilità un "deblasaggio" (s ha un'articolazione più facile di th) o l'influenza d'un dialetto inglese non standard.

## Storia del digramma

### Per /θ/ e /ð/
Nonostante sia ovvio per molti inglesi, il digramma TH non è una combinazione così ovvia, per una fricativa dentale. La sua origine è dovuta all'evoluzione nel greco.
Il protoindoeuropeo aveva un'aspirata /dʱ/, arrivata al greco antico come /tʰ/, scritta attraverso la lettera theta. Nel greco omerico e platonico si pronunciava ancora /tʰ/, e dunque quando una parola greca passava al latino si traslitterava attraverso il digramma TH. Dato che /tʰ/ suonava effettivamente come /t/ seguita da uno sbuffo d'aria, TH era la scelta più logica per l'alfabeto latino.
Al tempo dell'uso del greco come koinè, comunque, l'aspirata occlusiva passò ad una fricativa: /tʰ/→/θ/. Dunque la theta acquistò il suono che ancora ha nel greco moderno e nel siciliano e tale rappresenta nell'IPA. In un'ottica latina, il già stabilizzato digramma TH ora rappresentava la fricativa sorda /θ/, e fu usata allora per l'inglese dagli scribi francesi dopo la conquista normanna, non essendo avvezzi ai grafemi germanici ð (eth) e þ (thorn). Allo stesso modo, la scrittura TH fu usata anche nell'alto-tedesco antico prima del completamento della rotazione consonantica, sempre per analogia per la traslitterazione latina del suono greco.
La storia dei digrammi PH per /f/ e CH per lo scozzese, gallese e tedesco /x/ è analoga.

### TH per /t/
Siccome né /tʰ/ né /θ/ erano suoni nativi del latino, la tendenza alla sostituzione con /t/ dev'essere sorta presto, massimo nel latino medievale. Infatti in molte lingue moderne, anche francese e tedesco, il TH si usa in prestiti dal greco per rappresentare l'originale /θ/, ora pronunciata /t/: ne sono esempi, per il francese, théâtre, per il tedesco, Theater. In alcuni casi, questo TH etimologico, non avente influenza sulla pronuncia, è passato ad altre parole nonostante tale giustificazione etimologica non ci fosse. Ne è un esempio il tedesco Tal (valle, imparentata con l'inglese dale), scritto in molti nome di luoghi con l'ortografia arcaica Thal (confronta Neandertal e Neanderthal). Le parole, sempre d'origine germanica Theuerkauf e Thürnagel ne sono altri esempi. La riforma dell'ortografia tedesca nel 1901 ha in gran parte eliminato tali fenomeni, rimanenti però in alcuni nomi propri.
Esempi di questo si trovano anche in inglese, forse influenzato direttamente dal francese. In alcuni manoscritti in medio inglese, TH appare al posto di T o D: "tho" invece di to o do, "thyll" per till, "whythe" per white, "thede" per deed. Si trovano in inglese moderno Esther, Thomas, Thames, thyme, Withiam (città nell'Essex; v'è un fiume omografo nel Lincolnshire, avente invece la pronuncia /ð/ e la vecchia scrittura "Sathan" per Satan.
In pochi casi, questa scrittura ha successivamente influenzato la pronuncia: amaranth, amianthus e author hanno pronunce corrispondenti a grafia, con /θ/, usato da alcuni anglofoni anche in Neanderthal.

### TH per /th/
Alcune parole composte, come lightheaded o hothouse, hanno la combinazione TH spezzata nelle due lettere, non essendo un digramma in questo caso. Qui la T e la H si pronunciano separatamente (light-headed) come due consonanti. Ne sono esempi ulteriori anthill, goatherd, lighthouse, outhouse, pothead, così come nelle parole contenenti il suffisso -hood: knighthood, ed anche nel prestito dall'Afrikaans apartheid. In pochi nomi di luoghi finenti per -T+HAM si è persa la percezione dei confini di parola generando una pronuncia corrispondente a grafia, come in Grantham.